# مارک ایبیر
مارک ایبیر (انگلیسی: Mark E'Beyer؛ زادهٔ ۲۱ سپتامبر ۱۹۸۴) بازیکن فوتبال اهل مالت است.
از باشگاه‌هایی که در آن بازی کرده‌است می‌توان به باشگاه فوتبال ویلدستون، باشگاه فوتبال ویونهوئه تاون، باشگاه فوتبال آکسفورد یونایتد، باشگاه فوتبال استیونج، باشگاه فوتبال ویمبلدون، و باشگاه فوتبال هیتچین تاون اشاره کرد.